# Le Dernier Coup de marteau
Le Dernier Coup de marteau è un film del 2014 diretto da Alix Delaporte.

## Riconoscimenti
Festival international du film de Marrakech 2014 :   Premio miglior interpretazione femminile per Clotilde Hesme.